# 二战犹太人大屠杀大事年表
以下列出的历史事件为二战犹太大屠杀的大事年表。在二战中，大约六百万犹太人被纳粹德国及其仆从国杀害。受害者包括150万名儿童，二战前欧洲九百万犹太人中的约三分之二遇害，相当于现在整个以色列国的犹太人口。下面的时间表根据多种资料来源编辑,包括美国大屠杀纪念馆。

## 大事年表
- 1933年1月30日:阿道夫·希特勒成为德国总理
- 1933年2月27日:国会纵火案
- 1933年3月9日:达豪集中营开营
- 1933年7月:法律预防遗传疾病的后代（the Law for the Prevention of Hereditarily Diseased Offspring）,要求强制绝育的“劣等人”
- 1935年9月15日:德国议会一直通过纽伦堡法案
- 1938年7月14日:种族宣言发表（Manifesto of Race）在法西斯意大利,导致剥夺犹太人的意大利公民和政府和专业职位
- 1938年11月9至10日:水晶之夜
- 1939年5月13日:“圣路易”号从德国汉堡启程前往古巴，船上载有937名难民,大多是犹太人。最终只有29人被允许登陆古巴。其余的难民,被古巴,美国和加拿大拒绝入境,被迫回到欧洲。
- 1939年10月18日:第一批犹太人被送往Lublin Reservation
- 1939年9月1日：德国入侵波兰，第二次世界大战在欧洲爆发
- 1940年5月:奥斯维辛集中营一期开营
- 1941年6月22日:巴巴罗沙计划，德国开始入侵苏联
- 1941年9月29 - 30日:乌克兰基辅附近娘子谷大屠杀，33771犹太人遇害。
- 1942年1月20日:纳粹在柏林郊区开会，万湖会议通过“最终解决方案”，开始大规模系统灭绝犹太人。
- 1942年3月27日:至少75721法国犹太人被驱逐到奥斯维辛集中营
- 1942年7月23日至1943年10月19日:特雷布林卡灭绝营运营,70 - 90万犹太人在此被杀害。
- 1942年7月22日:第一次从华沙隔都犹太人被驱逐到特雷布林卡灭绝营
- 1942年11月19日:第一批犹太人从挪威被运往灭绝营
- 1943年8月2日:特雷布林卡灭绝营起义
- 1944年3月19日:匈牙利企圖和盟軍停战，因此德国军队進駐了匈牙利
- 1944年5月初:第一批匈牙利犹太人被运往奥斯维辛集中营
- 1944年7月20日:试图暗杀希特勒失败
- 1944年7月23日:Majdanek,红军解放的第一个死亡营
- 1944年8月1日:华沙起义的开始
- 1945年1月27日:苏联红军解放奥斯维辛集中。后来，这一天被定为国际犹太大屠杀纪念日。
- 1945年4月11日:美军解放布痕瓦尔德集中营
- 1945年4月15日:英军解放卑尔根贝尔森集中营（Bergen-Belsen death camp）
- 1945年4月29日:美军解放达豪集中营，苏联红军解放Ravensbruck
- 1945年5月5日:美军解放Mauthausen
- 1945年5月8日:苏联红军解放Theresienstadt
- 1945年5月8日:二战胜利日-德国无条件投降
- 1945年11月20日到1946年10月1日:纽伦堡审判
- 1948年5月14日:以色列国宣布成立

## 资料来源
1. ↑  College of Education, University of South Florida. . September 9, 2000  [2017-02-26]. （原始内容存档于2020-11-27）.
2. ↑  The History Place. . A chronicle of the Nazi persecution of the Jews. June 30, 2014  [2017-02-26]. （原始内容存档于2020-12-10）.
3. ↑  Holocaust Encyclopedia. . United States Holocaust Memorial Museum. 2017  [2017-02-26]. （原始内容存档于2018-08-07）.
4. ↑  JewishGen.org. . April 2, 2002  [2017-02-26]. （原始内容存档于2020-11-12）.
5. ↑  Museum of Tolerance. . A Simon Wiesenthal Center Museum. February 2017  [2017-02-26]. （原始内容存档于2019-03-24）.